# Denkmal für die Auslandseinsätze Dänemarks seit 1948

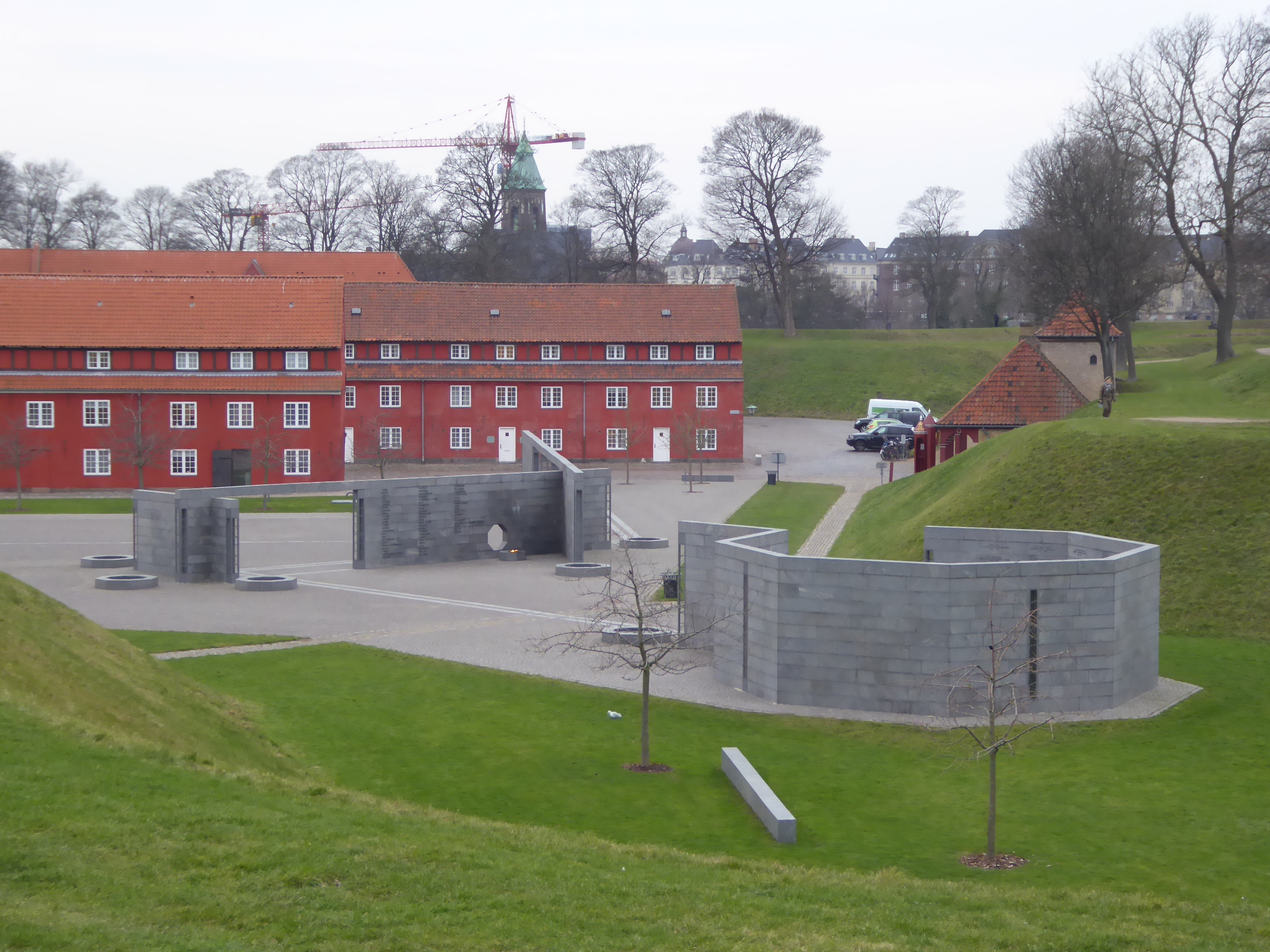
Denkmal für Dänemarks internationale Bemühungen

Das Denkmal für die Auslandseinsätze Dänemarks seit 1948 (dänisch: Monument for Danmarks Internationale Indsats efter 1948) ist ein Denkmal im Kastell von Kopenhagen, das auf der Bastion der Prinzessin steht. Es drückt die Anerkennung der Regierung für die Leistungen mehrerer Tausend dänischer Teilnehmer an internationalen Missionen seit 1948 aus.

## Geschichte
Die Dänische Regierung beschloss 2007 oder 2009, ein Denkmal für Denkmal für die Auslandseinsätze Dänemarks seit 1948 zu errichten. Aus fünf Vorschlägen wurde der Künstler Finn Reinbothe von einer Denkmaljury ausgewählt. Der Grundstein wurde vom Ministerpräsident Lars Løkke Rasmussen am 7. April 2011 gelegt. Das Denkmal wurde am 5. September 2011, dem dritten Flagdag für Dänemarks Auswanderer, von Königin Margrethe II. eingeweiht.

## Beschreibung

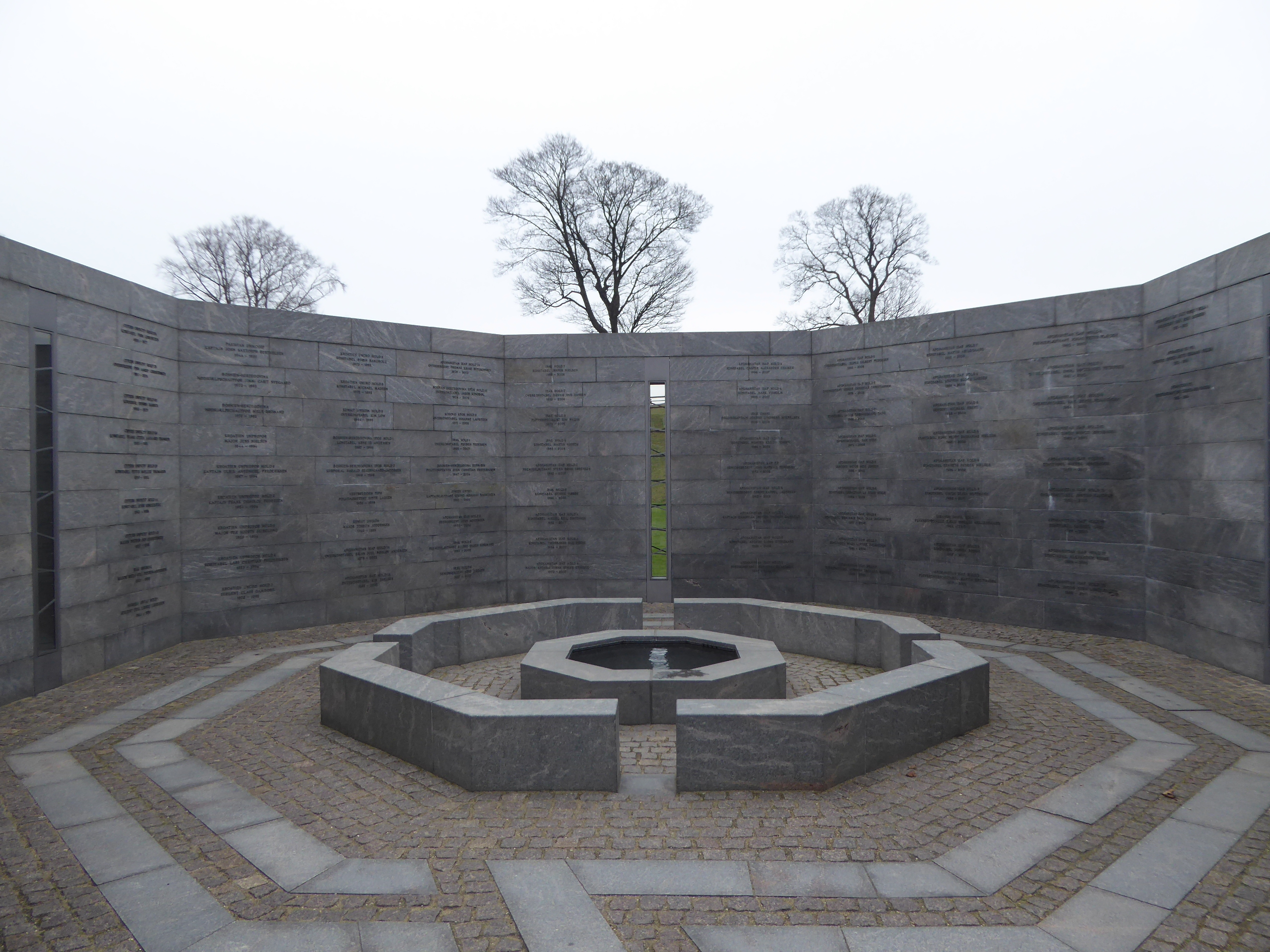
Der Abschnitt mit Namensnennungen der Toten

(Quelle: )

### Räume
Das Denkmal besteht aus drei Räumen, die durch Granitwände mit hellen Säulen abgegrenzt sind:
- Raum für größere Zeremonien mit der Gesamtinschrift „En tid — Et sted — Et menneske“.
- Raum für die einzelnen Missionen mit einem Wachfeuer in Form einer brennenden Fackel und Inschriften mit Namen von Konflikt- und Katastrophengebieten.
- Raum für das Andenken an die Überlebenden und die Toten einschließlich einer Liste der Toten.

### Brunnen
Sieben Brunnen sind ein wiederkehrendes Motiv im gesamten Denkmal. Sechs von ihnen befinden sich in der Verlängerung der Mauerscheiben am Rand des Denkmals und der siebte Brunnen in der Mitte des Gedenkraumes der Toten.
Alle Brunnen bestehen aus Granit, haben die Form einer Achtecks und sind 30 bis 40 cm tief. In der Dämmerung reflektieren sie das Licht der Lampen.
Der Brunnen als Metapher steht für einen gemeinsamen menschlichen Ausgangspunkt: den lebensspendenden Ort, an dem sich Menschen treffen, miteinander reden, Ideen und Werte austauschen, Gemeinschaft und Sicherheit finden und Kulturen entwickeln. In diesem besonderen Kontext können die Brunnen als Versammlungsorte für kleinere Gruppen dienen.

### Beleuchtung
Die Beleuchtung ist ein in das Monument integriertes Motiv in Form einer Reihe von beleuchteten Säulen, die das Monument in allen Richtungen begrenzen.
Die Säulen beleuchten nicht nur das Monument, sondern leiten den Besucher auch durch die drei Räume.

### Bautechnik, Baustoffe und Verkleidung
Die Wände bestehen aus Beton. Sie sind mit Bornholmer Granit verkleidet. Der Granit ist in 30 cm breiten Steinen fugenlos verlegt.
Der Platz ist mit Speckstein gepflastert, wobei die Bordsteine aus dem gleichen Granit wie die Wandverkleidung bestehen. Zur Rasenfläche hin wird der Platz durch ein Band aus Pflastersteinen abgegrenzt. Die 5–7 m langen Sockel hinter der Platzkante sind aus massivem Granit und in abnehmender Länge ausgeführt.
An den Wänden sind Namen und Texte in Bronzebuchstaben in der Schriftart Times New Roman angebracht. Die Lampen bestehen aus graffitibemaltem Winkeleisen mit mattem Glas.